# R-5 (missile)
L'R-5M (SS-3 Shyster secondo la codifica NATO, indice GRAU 8K51) è stato un missile balistico sovietico sviluppato negli anni cinquanta. Si trattò del primo sistema missilistico sovietico capace di trasportare testate nucleari a distanze considerate strategiche: infatti, i suoi 1.200 km di gittata lo mettevano in grado di colpire obiettivi in Europa occidentale.
Immesso in servizio nel 1956, fu definitivamente radiato nel 1967.

## Storia

### Sviluppo
L'NII-88 di Sergej Pavlovič Korolëv venne autorizzato a sviluppare un nuovo missile il 10 aprile 1954. Il punto di partenza fu il precedente R-5, rispetto al quale aveva una maggiore capacità di carico, prestazioni migliori ed un peso al lancio più che raddoppiato. L'R-5, in particolare, era stato progettato per il trasporto di armi radiologiche, ed era stato lanciato per la prima volta il 15 marzo 1953. Tuttavia, non fu mai immesso in servizio nelle forze armate, visto che gli fu preferito l'R-5M, ovvero la variante con testate nucleari. Comunque, ebbe un certo impiego sperimentale fino agli anni settanta nelle versioni R-5A, R-5B, R-5V e Vertikal.
Il primo volo venne effettuato dal poligono di Kapustin Yar il 21 gennaio 1955, anche se il primo test “reale” con una testata nucleare a bordo fu condotto l'anno successivo, il 2 febbraio 1956. Il dispiegamento iniziò quattro giorni dopo, ed il 2 giugno seguente fu accettato in servizio nelle forze missilistiche strategiche.

### Impiego operativo
Complessivamente, furono schierati 48 esemplari di questo sistema d'arma, che la NATO identificò come SS-3 Shyster. Venne prodotto solo nel biennio 1957-1958, a causa dello sviluppo del successivo e più perfezionato R-12 (SS-4 Sandal).
Gli Shyster furono inquadrati in sei brigate missilistiche (72, 73, 77, 80, 85 e 90, ognuna con sei lanciatori) e quattro reggimenti autonomi (su quattro missili l'uno). L'unità base, comunque, era la divisione, su due batterie. Ogni batteria comprendeva un singolo missile.
Schierato presso i confini occidentali dell'Unione Sovietica, rimase in servizio fino al 1967.
La produzione totale si ritiene ammonti a 200 unità.

## Descrizione tecnica
L'SS-3 era un missile balistico monostadio a propellente liquido, in grado di trasportare una testata nucleare a distanze nell'ordine dei 1.200 km.
Con una lunghezza di circa 20,8 m ed un diametro di 1,652, aveva un peso al lancio di 28.900-29.100 kg.
Il sistema propulsivo era costituito da un motore a propellente liquido RD-103M, progettato dall'OKB-456 di Valentin Petrovič Gluško tra il 1952 ed il 1953. Questo utilizzava una miscela di alcool etilico (92%) ed acqua, con l'ossigeno liquido come agente ossidante.
Il sistema di lancio era a caldo, da terra. Questo doveva essere effettuato da posizione verticale, con un tempo di reazione di cinque ore in condizioni normali. La testata era costituita da una bomba atomica del peso di 1.350 kg e della potenza di 80-300 chilotoni, che poteva arrivare ad una distanza di 1.200 km con una precisione di 1.500-5.000 metri a seconda delle fonti. Il sistema di guida era di tipo autonomo-inerziale con controllo radio.